# Salling Bank
Salling Bank A/S (tidligere: Aktieselskabet Landbobanken i Skive - Salling Bank) var en dansk lokalbank med hovedsæde i Skive samt afdelinger i Viborg, Nykøbing Mors og Vinderup. Den 27. oktober 2020 indgik banken i en fusion, hvor den blev en del af Sparekassen Vendsyssel.

## Historie
Banken blev grundlagt i 1876, men blev i 1918 solgt til Den danske Landmandsbank. I 1926 genopstod den som selvstændig bank.
23. november 2012 fusionerede Salling Bank med Vinderup Bank, grundlagt 1905. Den var Danmarks mindste børsnoterede bank med kun 14 medarbejdere, men den var meget velkonsolideret og bidrog væsentligt til den fusionerede banks målsætning om et styrket kapitalgrundlag og en stærk likviditet. Salling Bank med ca. 90 medarbejdere blev den fortsættende, men aktionærerne i Vinderup Bank kom til at eje 45,6% af det fortsættende selskabs aktiekapital på 52,4 mio. kr. Salling Bank havde inden fusionen ca. 7.500 aktionærer, Vinderup Bank ca. 2.350. Aktionærerne bor fortrinsvis i de to bankers lokalområde.
Salling Bank og Sparekassen Vendsyssel annoncerede d. 23. september 2020, at man ønskede at fusionere pengeinstitutterne. Salling Bank og Sparekassen Vendsyssel ville således blive Danmarks 10. største pengeinstitut, med mere end 700 medarbejdere og 43 afdelinger.
Fusionen med Sparekassen Vendsyssel blev endeligt godkendt af Finanstilsynet d. 27. oktober 2020

## Afdelinger
- Skive fra 1876
- Roslev fra 1917, genoprettet 1929, nedlagt 2014
- Stoholm 1938-2014
- Durup 1957-2009
- Balling 1969-2009
- Breum 1969-2009
- Egeris 1972-2009
- Højslev 1972-2014
- Viborg fra 2007
- Nykøbing Mors fra 2011
- Vinderup fra 2012

## Resultat efter skat
| År   | Mio. DKK |
| ---- | -------- |
| 2012 | 6,5      |
| 2013 | 11,8     |
| 2014 | 26,3     |
| 2015 | 32,1     |
| 2016 | 38,0     |
| 2017 | 38,1     |

Resultatet i 2017 var det bedste i bankens historie.

## Stemmeret
Trods disse resultater er banken stadig mærket af Finanskrisen ved at have 140 mio. DKK i højtforrentet statslån (hybrid kernekapital). Lånet løber uendeligt, men kan indfries med halvdelen i hvert af årene 2018 og 2019. For at have flere muligheder for denne indfrielse fik bestyrelsen på generalforsamlingen 22. marts 2017 to bemyndigelser til at forhøje aktiekapitalen med de 140 mio. DKK, en med og en uden fortegningsret for de hidtidige aktionærer. For at tiltrække den nødvendige kapital i en eventuel aktieemission fandt bestyrelsen det påkrævet at lempe stemmeretsbegrænsningen. Før havde hver aktionær én stemme uden hensyn til antal aktier, men generalforsamlingen godkendte at hver aktie nu giver én stemme, dog sådan at ingen kan stemme for mere end 10% af bankens aktiekapital.

## Emission 2017
Salling Bank udbød i september-oktober 2017 786.000 nye aktier med fortegningsret for eksisterende aktionærer, som fik 3 tegningsretter for hver gammel aktie og skulle bruge 2 for at tegne en ny aktie til kurs 175. Emissionen blev fuldtegnet og gav et provenu på DKK 137.550.000, som banken påtænker at anvende til indfrielse af den dyre hybride kernekapital. Bankens aktiekapital udgjorde før emissionen DKK 52,4 mio. og blev med emissionen forøget med DKK 78,6 mio. til DKK 131 mio. Bankens to storaktionærer, Spar Vest Fonden med 11,04 % og Danske Andelskassers Bank A/S med 10,00 % havde på forhånd givet tilsagn om at udnytte deres tegningsretter, så de fortsat har samme ejerandele.

## Årsmotiver
Banken har hvert år siden 1995 ladet fremstille en akvarel med motiv fra bankens markedsområde. Akvarellerne er trykt i stort oplag og bl.a. uddelt til deltagerne i bankens generalforsamlinger. Kunstnerne har været Tom Jensen 1995-2005, Jørgen Rald 2006-07 og Birte Mølgaard fra 2008 til 2020.

## Fusion
23. september 2020 meddelte banken, at den ønsker at fusionere med Sparekassen Vendsyssel, som skal være det fortsættende pengeinstitut. Meddelelsen medførte at Salling Banks aktiekurs næsten blev fordoblet fra 161 til 300.
Det fusionerede pengeinstitut får 41 afdelinger, hvoraf Salling Banks 9 afdelinger skal indgå i en "Region Skive" med Salling Banks hovedkontor som regionshovedkontor.
Fusionen blev vedtaget på Salling Banks ekstraordinære generalforsamling 27. oktober 2020, og et par dage efter blev aktien afnoteret på børsen. For hver aktie får aktionærerne DKK 325 kontant. Eller beløbet kan veksles til garantkapital i Sparekassen Vendsyssel i hele tusind DKK, som hver giver 1 stemme på garantmøderne, og overskydende beløb udbetales kontant.